# Nacionalno prvenstvo ZDA 1884
Nacionalno prvenstvo ZDA 1884 v tenisu.

## Moški posamično
Richard D. Sears :  Howard A. Taylor  6-0 1-6 6-0 6-2

## Moške dvojice
Richard D. Sears /  James Dwight :  Walter Berry /  Alexander Van Rensselaer, 6–4, 6–1, 8–10, 6–4